# Vipassi

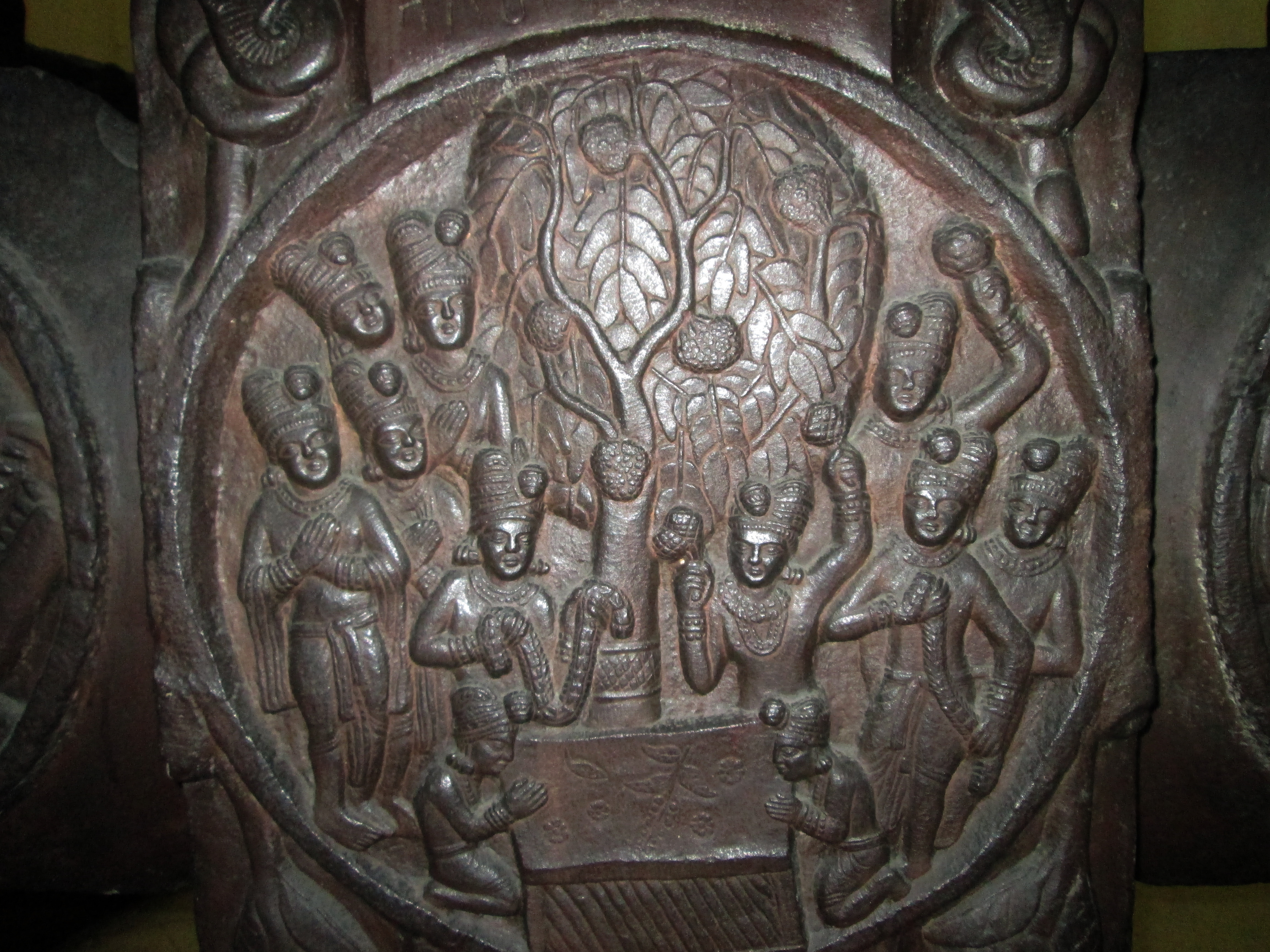
Bas-relief représentant Vipassi et un arbe patalî, rappelant le moment où il obtint l'Éveil.

Vipassi est un bouddha du passé. Il est le premier de la série des sept bouddhas les plus proches de nous, Shâkyamouni étant le dernier. Il précède l'avant-dernier des mille bouddhas du kalpa orné, Shâkyamouni est le quatrième des mille bouddhas du kalpa bienveillant. 
Le terme "Vipassi" est un mot pâli, sa forme sanskrite est "Vipaśyin". Il se compose de "vi" (bien) et de "passi" (vu), signifiant "ayant vu clair". Il fait partie de la même famille que le terme vipassanā (contemplation).
Ce bouddha porte ce nom en raison de ses grands yeux, de sa vision claire aussi bien de jour que de nuit, et de sa perspicacité perpétuelle dans des circonstances compliquées et devant les théories profondes.
Il vivait 90 kalpas avant notre époque ; la longévité des êtres humains était alors de 84 000 ans. Il était issu de la classe des guerriers (kshatriya) et de la tribu de Kondañña. Il naquit à Bandhumatî, dans le parc Khema. Son père avait pour nom Bandhuma, et sa mère Bandhumatî. 
Il vécut en chef de famille pendant 8 000 ans dans trois palais: Nanda, Sunanda et Sirimâ. Sa taille était de 80 coudées de haut. Sa femme s'appelait Sutanâ et son fils Samavattakkhanda. Il renonça à la vie mondaine, quitta son foyer sur un chariot et pratiqua les austérités pendant huit mois. Juste avant son Éveil, il reçut un repas de riz au lait offert par la fille de Sudassana-setthi, et de l'herbe pour son siège par un gardien nommé Sujâta. 
Il obtint l'Éveil sous un arbre patalî et fit son premier sermon dans le Khamamigadâya devant 168 000 disciples, son deuxième sermon devant 100 000 disciples et son troisième devant 80 000 disciples. 
Ses deux meilleurs disciples hommes étaient Khanda et Tissa, ses deux meilleures disciples femmes Candâ et Candamittâ. Asoka était son assistant personnel. Ses principaux donateurs laïcs furent Punabbasummitta et Nâga chez les hommes, Sirimâ et Uttarâ chez les femmes. Mendaka (appelé Avaroja à l'époque) lui fit construire le Gandhakuti (pavillon parfumé).
Il faisait l'uposatha une fois tous les sept ans, et le sangha observait parfaitement la discipline. Il vécut pendant 80 000 ans et mourut à Sumittârâma. Ses reliques furent conservées dans un stoupa de sept lieues de hauteur. 

## Source
- Vipassi dans le Canon pali palikanon.com